# Franz Christoffel
Franz Albert Christoffel (* 18. Dezember 1898 in Mittel-Lowitz im Landkreis Lauenburg i. Pom.; † 3. September 1965 in Lübeck) war ein mutmaßlicher Kriegsverbrecher im Zweiten Weltkrieg. Christoffel war als SS-Sturmbannführer in leitender und verantwortlicher Funktion mutmaßlich an Kriegsverbrechen mit tausenden Opfern in Danzig, im KZ Stutthof und der Ukraine beteiligt. Vor der Anklage als Kriegsverbrecher am Landgericht Lübeck verstarb er.

## Leben
Christoffel wuchs in ländlicher Umgebung auf. Sein katholischer Vater Ferdinand Christoffel war Deputant im Gutsbezirk Lowitz und später Forstaufseher im benachbarten Reddestow. Die ebenfalls katholische Mutter hieß Therese geborene Wagner. Christoffel war Zweitgeborener mit fünf weiteren Geschwistern. Als freiwilliger Soldat nahm er ab 1916 am Ersten Weltkrieg teil und wurde dreimal verwundet. Danach fand er Beschäftigung in der Zollverwaltung und siedelte nach Danzig über. Zum 1. November 1930 trat er der NSDAP bei (Mitgliedsnummer 371.233), dann wurde er Mitglied in der SS 1939 (Nr. 5125) und der Waffen-SS 1942. In der Freien Stadt Danzig ist er als Senatsangestellter ab 1934 nachweisbar.

### Zweiter Weltkrieg
Als Lagerkommandant im Durchgangslager Viktoriaschule in Danzig und im Zivilgefangenenlager Neufahrwasser von September bis Dezember 1939 befahl Christoffel mit SS-Obersturmbannführer Max Pauly als Vorgesetzten über Leben und Tod von Hunderten Gefangenen, die in den ersten Wochen und Monaten der Besetzung Danzigs und des Überfalls auf Polen am 1. September 1939 inhaftiert und später (wenn nicht vorher erschossen) ins KZ Stutthof verlegt wurden.
Von Danzig aus beteiligte sich Christoffel am Aufbau vom KZ Stutthof. Am 1. Mai 1940 stieg er zum Stellvertreter des Lagerkommandanten und SS-Obersturmbannführer Max Pauly auf. Vom 25. August bis 6. Januar 1941 war er dort und in den Nebenlagern wirtschaftlicher Leiter. Bis zum 9. Mai 1945 wurden dort ungefähr 65.000 Menschen ermordet.
Im März 1942 trat er in die Waffen-SS ein. Er erhielt den Rang des SS-Hauptsturmführers und wurde vom Höheren SS- und Polizeiführer Hans-Adolf Prützmann nach Südrussland geschickt. Pützmann beauftragte Christoffel von Mai bis Oktober 1942 mit dem Bauabschnitt zwischen Gaissin und Uman an der Durchgangsstraße IV in der Ukraine. Auch für die Bewachung der zugehörigen Lager für jüdische Zwangsarbeiter, überwiegend aus Rumänien, war er zuständig. Im Sommer 1942 fehlte es wegen der starken Inanspruchnahme durch Militärfahrzeuge an Arbeitskräften. Mit dem Einverständnis rumänischer Behörden und mit falschen Versprechungen lockte Christoffel etwa 3000 Juden aus Lagern und Ghettos im benachbarten Transnistrien in seinen Bauabschnitt. Zuerst wurden die Kinder und Alten hingerichtet, bis Oktober 1943 waren die meisten von ihnen ermordet worden – auch die noch arbeitsfähigen.
Auf Christoffel folgte bis April 1943 der damalige SS-Untersturmführer und ab Oktober 1944 SS-Obersturmbannführer Oskar Friese. Christoffel und Friese gehören mit anderen zu den Hauptverantwortlichen der grausamen Arbeitsbedingungen und Massenexekutionen, denen 20.000 bis 25.000 Menschen zum Opfer fielen.

### Nachkriegszeit in Deutschland
Ab 1953 wohnte er bis zu seinem Tod in Lübeck. Durch die deutschsprachige Veröffentlichung der autobiographischen Notizen des rumänischen Malers Arnold Daghani aus dem Arbeitslager bei Michailowka an der Durchgangsstraße IV 1960 nahm die Zentrale Stelle der Landesjustizverwaltungen zur Aufklärung nationalsozialistischer Verbrechen Ludwigsburg Ermittlungen auch gegen Christoffel auf. Die Staatsanwaltschaft Lübeck nahm am 27. April 1960 das Ermittlungsverfahren gegen ihn auf. Über viele Wochen wurden rund 100 Überlebende in Israel vernommen. Die Schilderungen Daghanis wurden bestätigt. Hauptsächlich ging es um die Selektion von arbeitsunfähigen Lagerinsassen für anschließende Exekutionen. So im Mai 1942 in der Nähe von Nemirov und Anfang 1943 im Lager Bratslav. Als Christoffel 1965 verstarb, sollte der Prozess stattdessen vor dem Landgericht Itzehoe im Herbst 1967 stattfinden, da sein einstiger Stellvertreter Oskar Friese im Kreis Süderdithmarschen bei Itzehoe lebte. Da das Gericht eine direkte Tatbeteiligung Frieses nicht nachzuweisen in der Lage war, wurde das Verfahren 1970 eingestellt.